# 常光寺 (奈良市)
常光寺（じょうこうじ）は、奈良県奈良市にある真言律宗系単立の寺院。山号は篠尾山、本尊は不動明王。

## 歴史
創建年・開基ともに不明であるが、もともと小庵で、延宝元年（1673年）に現在地に移された。明治時代の廃仏毀釈によって廃寺となり、昭和27年（1952年）に再興された。

## 文化財
- 木造不動三尊立像 - 奈良県指定文化財
- 銅造歓喜天立像 - 奈良県指定文化財
- 木造毘沙門天半跏像 - 奈良市指定文化財